# Bourbon Blues Ensemble
Bourbon Blues Ensemble es una banda de Neo-Blues originaria de León, México. El ensamble se formó por músicos provenientes de diversos géneros. Inicialmente como un proyecto solista de Lanch, este invita a Fernz a grabar solos para un track, Fernz a su vez invita a Alessandro Bergamo a acompañarlos y graba el bajo para el mismo track que se convirtió en When.

## Historia
A principios de 2014 Lanch se reúne con Fernz y Alessandro Bergamo para grabar los tracks de una canción que tenía pensada para un proyecto como solista después de su salida de la banda Gnosys. Esta canción que se convirtió en "When" tenía una influencia Blues muy marcada por lo que los miembros deciden tomar la canción y hacer un proyecto de blues. Jona Stephens se une al poco tiempo quedando conformada la alineación para el disco debut, Vol. 1. Lanch en la guitarra, banjo y voz, Fernz en la guitarra, cigar box y banjo, Jona Stephens en el piano, teclados, armónica y voz en el track 9 (Worth It) y Alessandro Bergamo en el bajo y armónica. 

La grabación del disco se realizó en el Negreta Estudio en la ciudad de León, Guanajuato producido por el mismo Bourbon Blues Ensemble y lanzado por el sello Old Nick Records. La grabación y mezcla quedó a cargo de Lanch y Alessandro Bergamo y la masterización se realizó en los Wishmaster Studios.
Tras el lanzamiento del disco la banda empezó a tener reconocimiento internacional con entrevistas y artículos en importantes publicaciones como:
- Blues.Gr: Revista Griega especializada en blues[3]
- Indie Minded: Revista de arte independiente[4]
- Blues Matters: Revista impresa especializada en Blues

Así como diversas entrevistas en programas de radio.
Para inicios del 2015 son contactados por el productor y director César Alejandro (Da Pince Code, 2012 Juárez: Stages of Fear, 2005) para contribuir con el soundtrack de su más reciente película, que fue estrenada a finales de 2015. Para este proyecto, la banda regresó al estudio para grabar 7 tracks inéditos para el largometraje, cuatro de los cuales son música original de César Alejandro y tres más versiones de canciones populares mexicanas: La Llorona, Un Madrigal y La Valentina. Todas con un toque blues.
La película será acompañada con el lanzamiento del soundtrack con los 7 temas inéditos, 4 temas del Vol. 1 además de participaciones especiales de famosos músicos entre los que destacan Alejandro Lerner

A finales de 2015 se une al proyecto el baterista de sesión Ernesto S. Romero para preparar los shows en vivo previstos para la gira 2016 y la vocalista Paola Romero. Está alineación se mantuvo en junio de 2018 la cual se presentó en festivales de blues incluyendo el Jalpa Blues & Rock Fest, Festival de Luces, Pozos BluesFest y Festival Madero Blues así como varios shows como parte de la promoción del disco. 

### Cambio de alineación y actividad esporádica (2017-2018)
Entre 2017 y 2018 la banda tenía planeado grabar su nuevo material pero las diferencias en la visión y el futuro de la banda terminaron por separar a Lanch y a Ernesto "Neto" Romero de la banda. Con compromisos ya firmados, los restantes miembros se dieron a la tarea de buscar a sus reemplazos. Para esto se une a la banda Jaqueline Granados y Alejandro River en las voces y Xavier Stephens en la batería como músico de sesión. Con esta alineación retoman los conciertos pendientes, siendo la primera presentación de la nueva alineación el 19 de agosto de 2018 en el V Festival Nacional Queretablues en la ciudad de Querétaro, México.

## Discografía
* Bourbon Blues Ensemble, Vol. 1 (2014)
El Vol. 1 fue producido y lanzado bajo el sello Old Nick Records. Consta de 10 pistas originales grabadas y mezcladas en Negreta Studios por Lanch y Alessandro Bergamo y Masterizado en Wishmaster Studios.
El álbum fue lanzado simultáneamente en tiendas digitales así como en una edición especial de lujo en formato CD.
Lista de canciones 

Música y arreglos por Bourbon Blues Ensemble
| No. | Título                                  | Letra                   | Duración |
| --- | --------------------------------------- | ----------------------- | -------- |
| 1.  | Bourbon Preface                         | Instrumental            | 5:58     |
| 2.  | Devil's Outta Get Me                    | A. Bergamo              | 4:20     |
| 3.  | Not A Sad Tale (...but not a happy one) | Fernz                   | 6:36     |
| 4.  | Bourbon Boogie                          | Instrumental            | 2:14     |
| 5.  | When                                    | A. Bergamo, Fernz       | 5:07     |
| 6.  | If It's Not Too Late                    | A. Bergamo              | 6:05     |
| 7.  | Oh Baby!                                | A.Bergamo               | 6:10     |
| 8.  | Chosen The Blues                        | Fernz                   | 4:55     |
| 9.  | Worth It                                | J. Stephens, A. Bergamo | 3:41     |
| 10. | Sweet Angel                             | A. Bergamo              | 6:32     |

### Sencillos
- Bourbon Boogie (2015)
- Devil's Outta Get Me

* The Devil in You (Diciembre 2018)
The Devil in You fue el primer sencillo que la banda editó después de la salida de Lanch y Neto Romero de la banda. Con un estilo inspirado en el Glam Rock pero fieles a sus raíces blues, este sencillo fue el punto de inflexión en la producción de la banda, tomando las riendas de la producción Alessandro Bergamo (Aleps.BG) y haciéndose cargo de la mezcla y masterización, logrando un sonido más moderno y una madurez en la composición tanto de la música como de la letra.
* Addicted (Febrero 2020)
* Body Soul & Blues (Septiembre 2020)

### Videos
En noviembre de 2015 Bourbon Blues Ensemble publicó su primer video del álbum Vol. 1. El tema elegido fue Bourbon Boogie. El video es según las palabras del director un homenaje al cine mudo en blanco y negro. El concepto e idea del video fue a cargo de los miembros de Bourbon Blues Ensemble, mientras que la dirección y edición corrió a cargo de Alessandro Bergamo, producido por Wishmaster Studios.
Grabado en León, Gto. en formato digital, se utilizó tecnología Croma (Chroma Key) o pantalla verde y se filmó en formato de cine a 24 cuadros por segundo. A pesar de ser un tributo al cine de antaño, se requirió del uso avanzado de tecnología para lograr que el video tuviera el aspecto deseado.
El video rápidamente se convirtió en uno de los videos más vistos en menor tiempo de una banda Indie Mexicana.